# Lhota pod Kosířem
Lhota pod Kosířem je vesnice, část obce Drahanovice v okrese Olomouc. Nachází se asi 2,5 km na jihozápad od Drahanovic. V roce 2009 zde bylo evidováno 91 adres. V roce 2001 zde trvale žilo 137 obyvatel.
Lhota pod Kosířem je také název katastrálního území o rozloze 2,08 km2.

## Fotogalerie

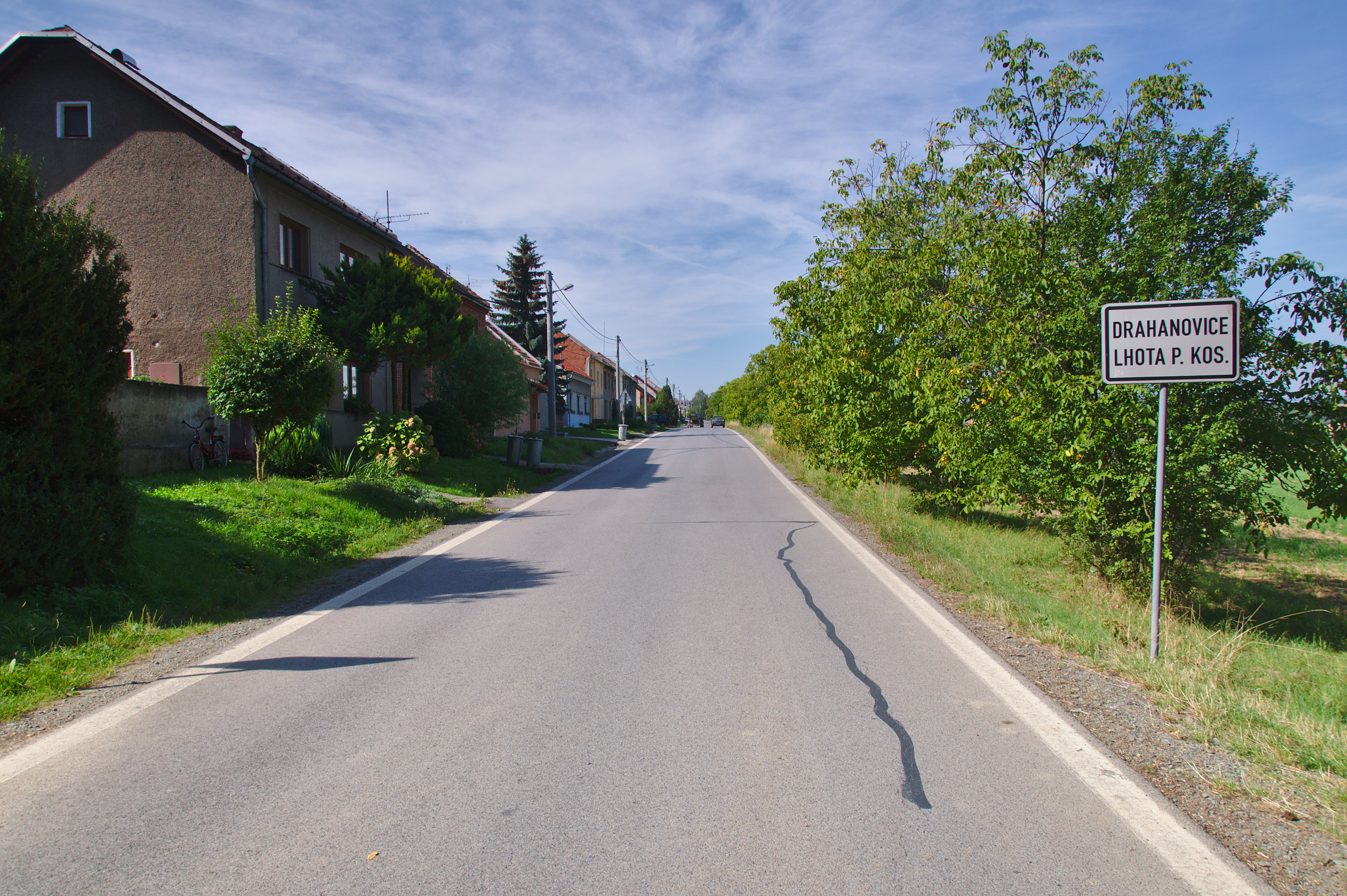
Pohled na obec od východu
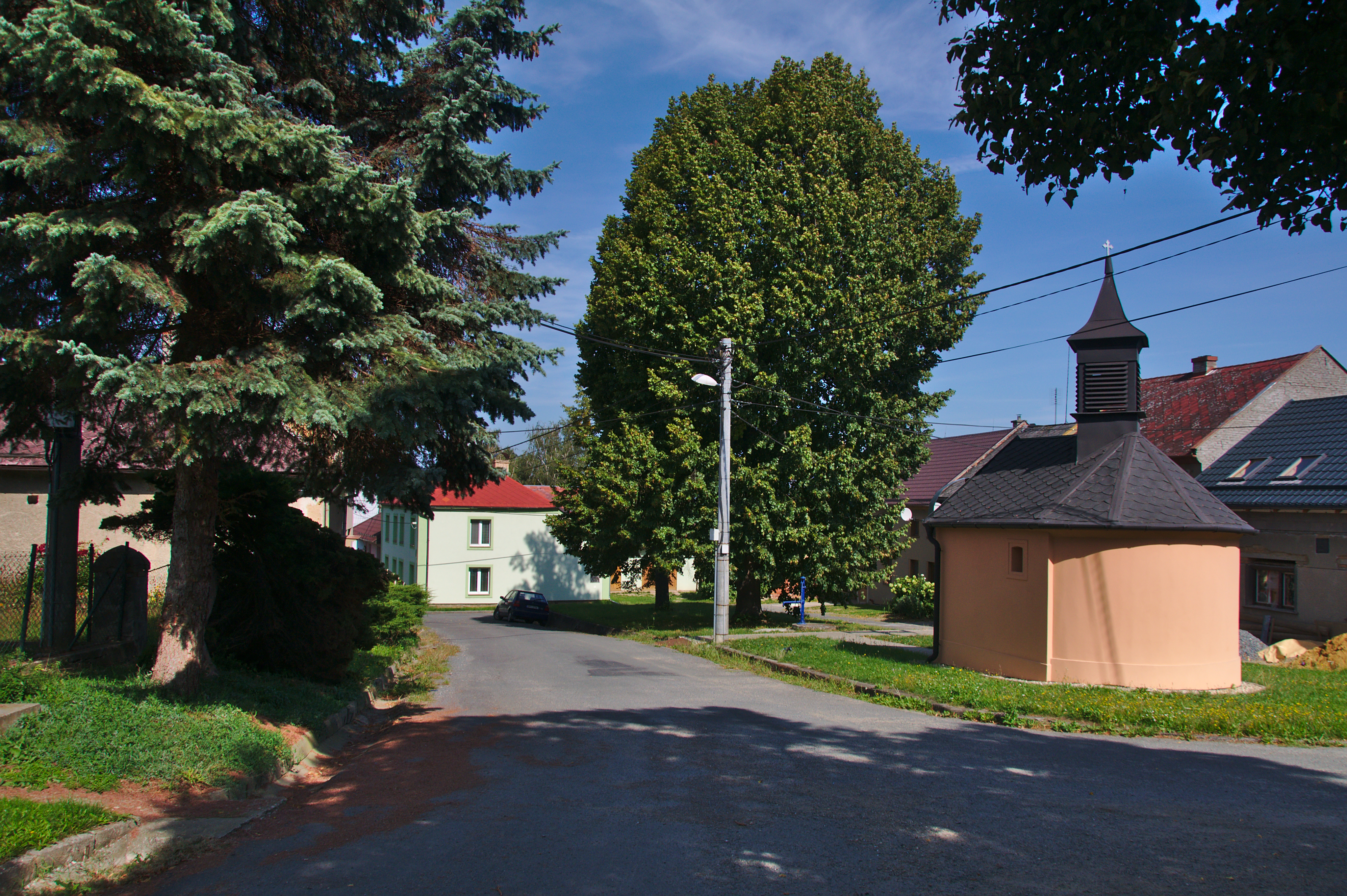
Náves
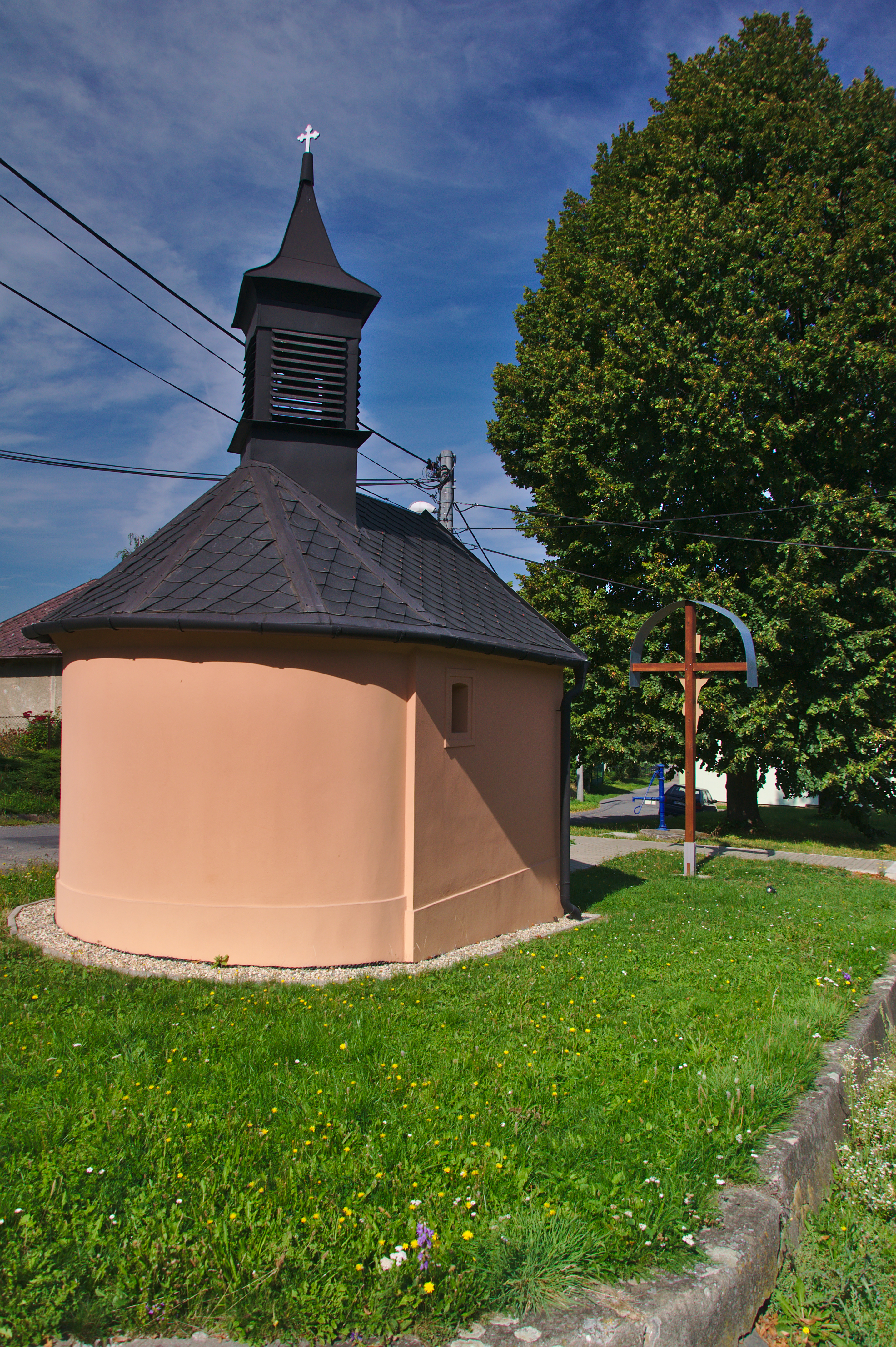
Kaple Panny Marie Pomocnice
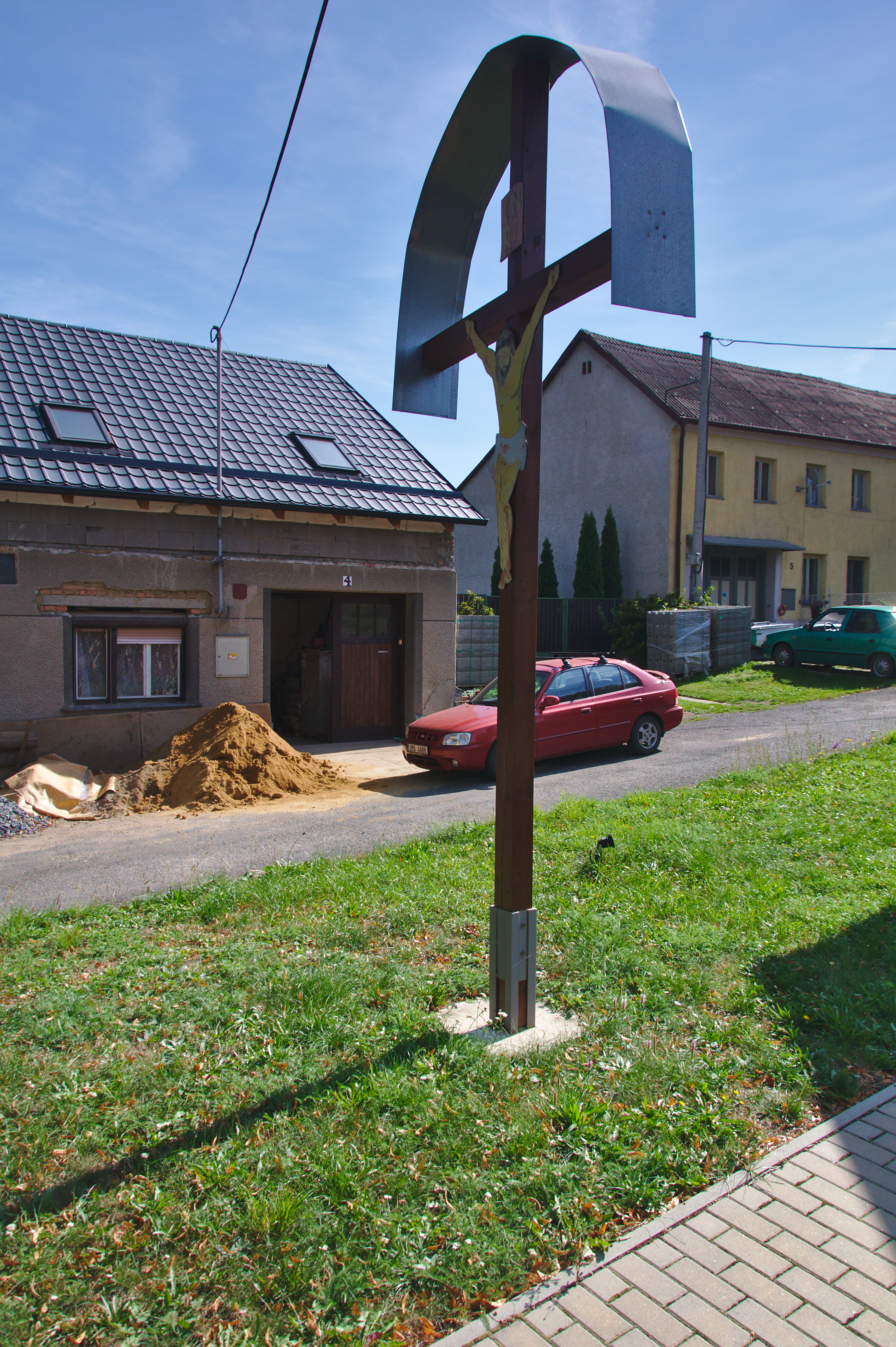
Socha Krista u kapličky
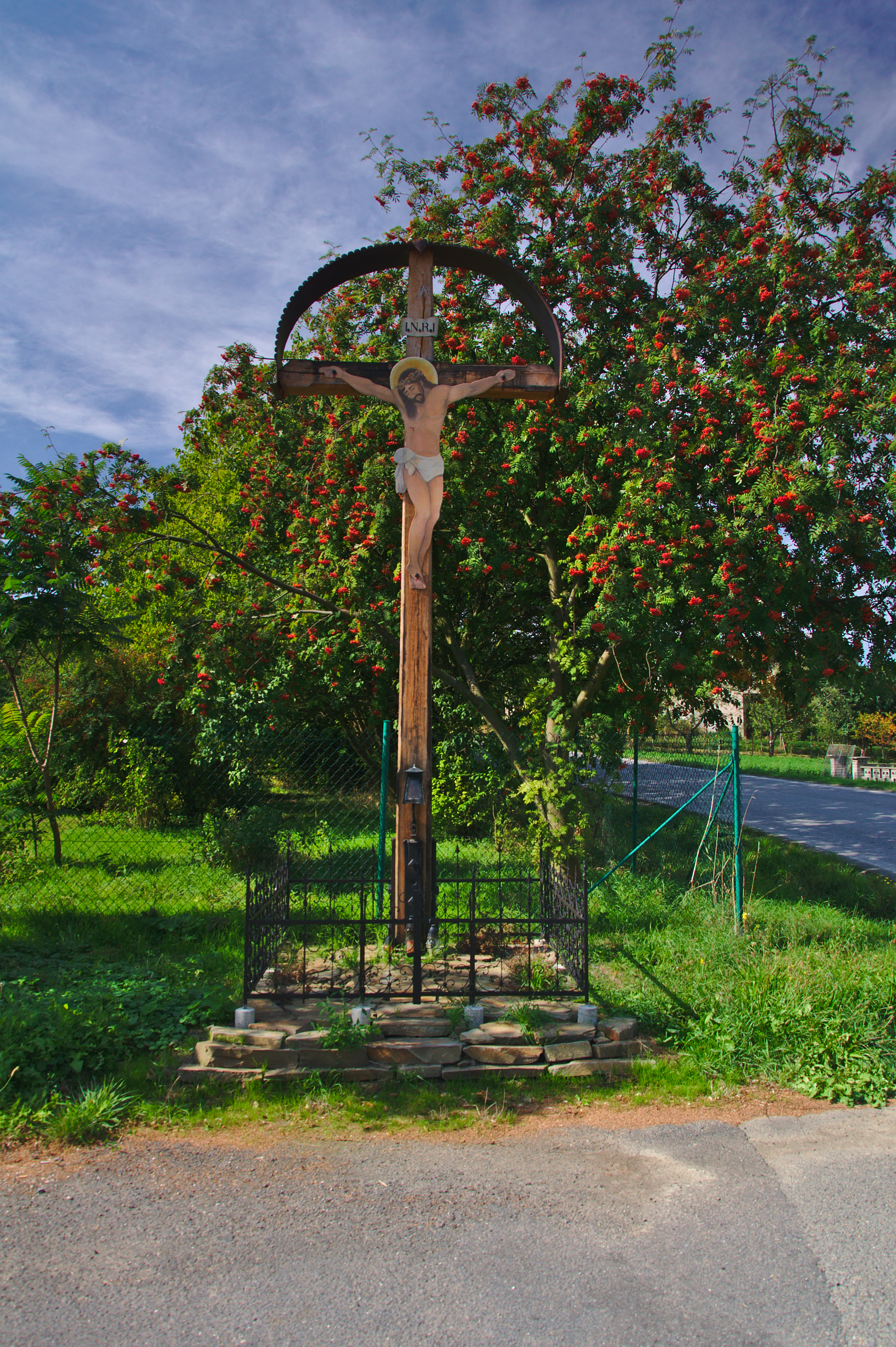
Socha Krista u odbočky ke kapličce
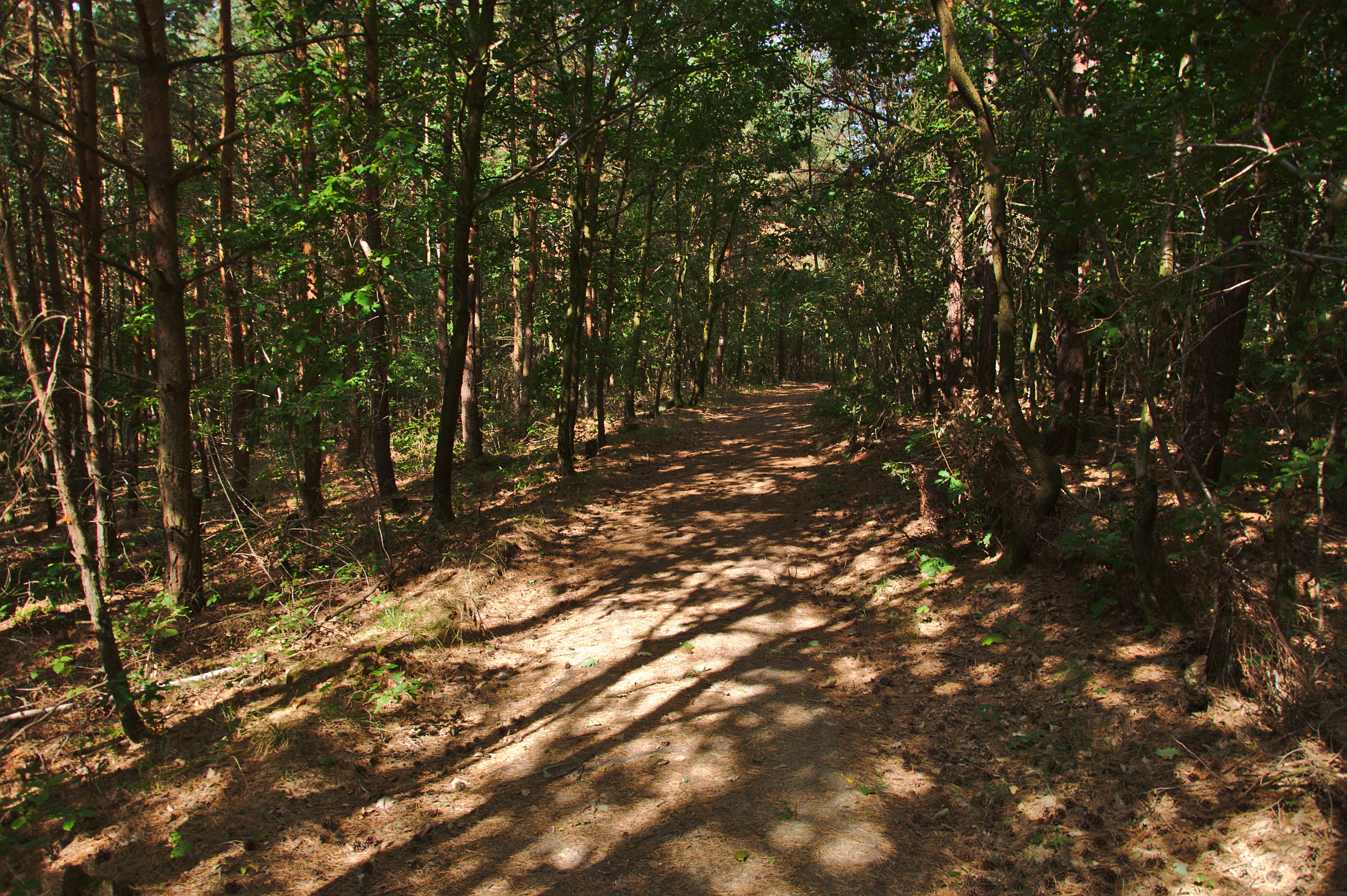
Značená cesta k vrcholu Kosíř